# Лигурски језик
Лигурски језик (ISO 639-3: lij), романски језик гало-италске групе, којим данас говори преко 1.900.000 Ђеновских Лигура у Италији, укључујући и неке Монегаше из Монака. Већина њих живи дуж ривијере западно од Ђенове и суседних области Француске између Италије и Монака и на Корзици у Бонифачу. Најсроднији је пијемонтском, ломбардским и француским језицима. Ђеновски је један од дијалеката.